# Stelletta kundukensis
Stelletta kundukensis är en svampdjursart som beskrevs av Thomas Robertson Sim 1996. Stelletta kundukensis ingår i släktet Stelletta och familjen Ancorinidae.
Artens utbredningsområde är havet utanför Sydkorea. Inga underarter finns listade i Catalogue of Life.